# Georges Cuvier

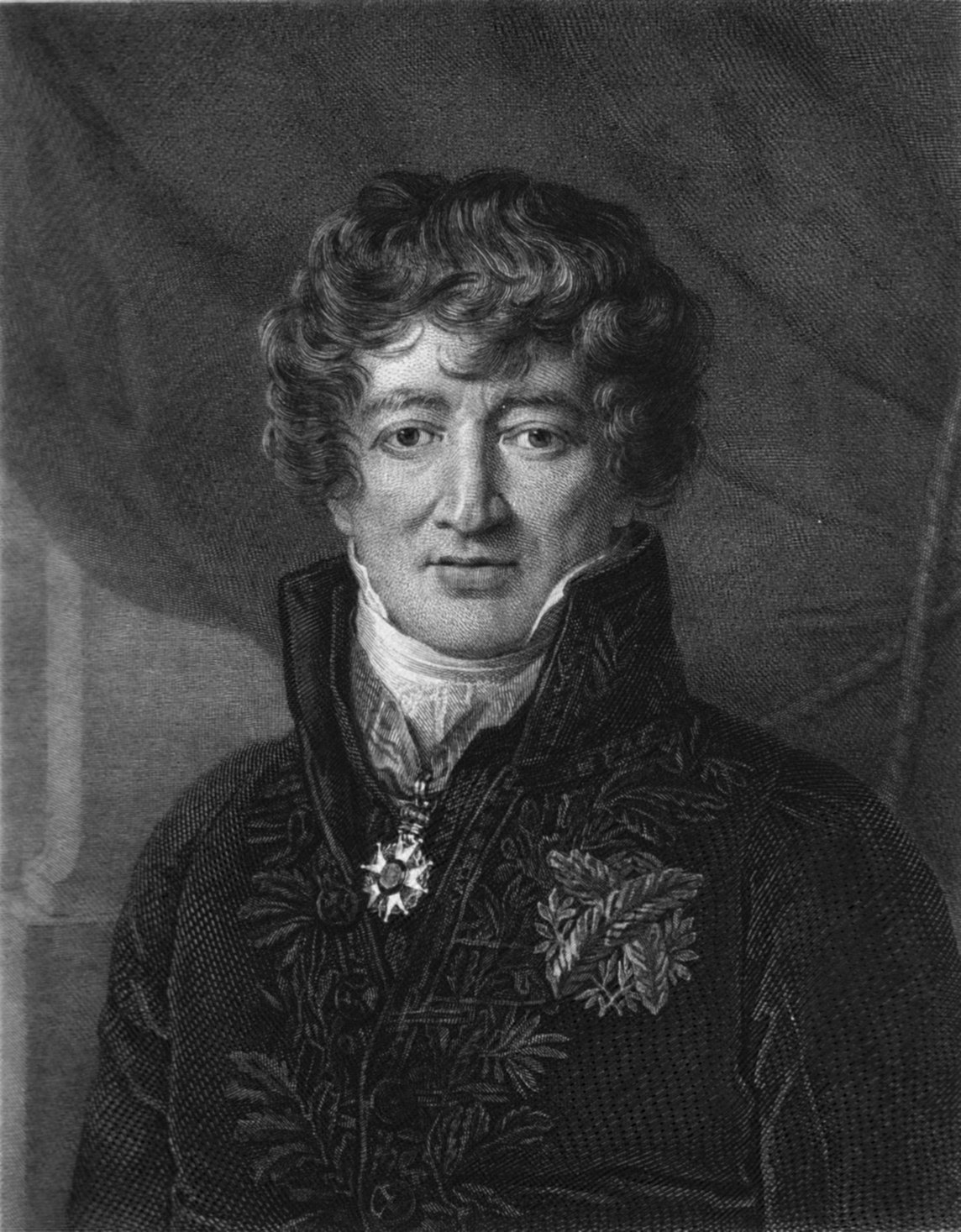
Georges Cuvier

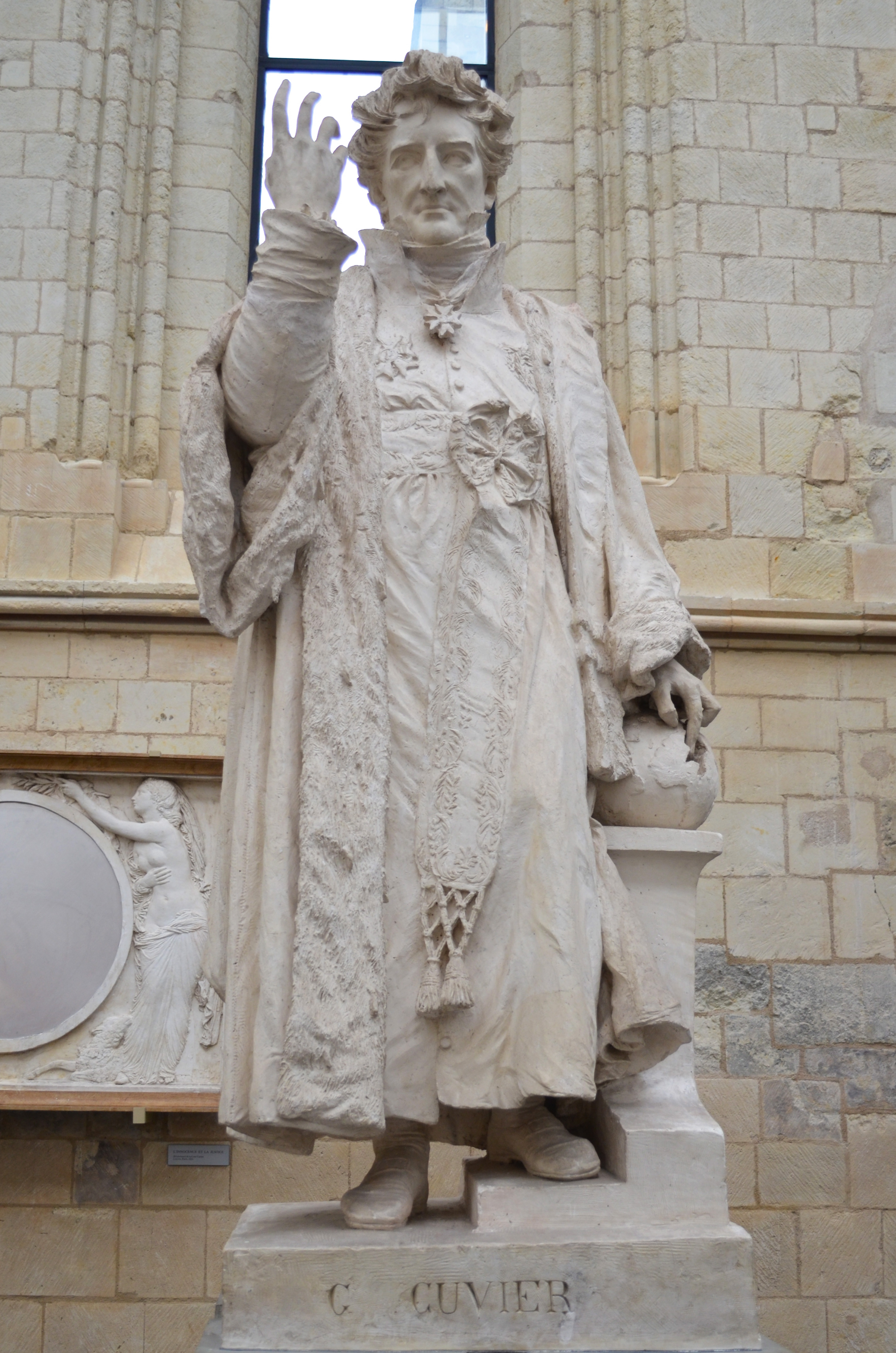
David d’Angers, Pomnik Georges’a Cuviera 1838 r.

Georges Cuvier (ur. 23 sierpnia 1769 w Montbéliard, zm. 13 maja 1832 w Paryżu) – francuski zoolog, twórca paleontologii.
Zajmował się głównie anatomią zwierząt. Uważany jest za „ojca anatomii porównawczej”. Przeciwnik teorii ewolucji stworzonej przez Jeana-Baptiste’a de Lamarcka i twórca teorii katastrof. Stworzył podwaliny współczesnej systematyki zwierząt.

## Życiorys

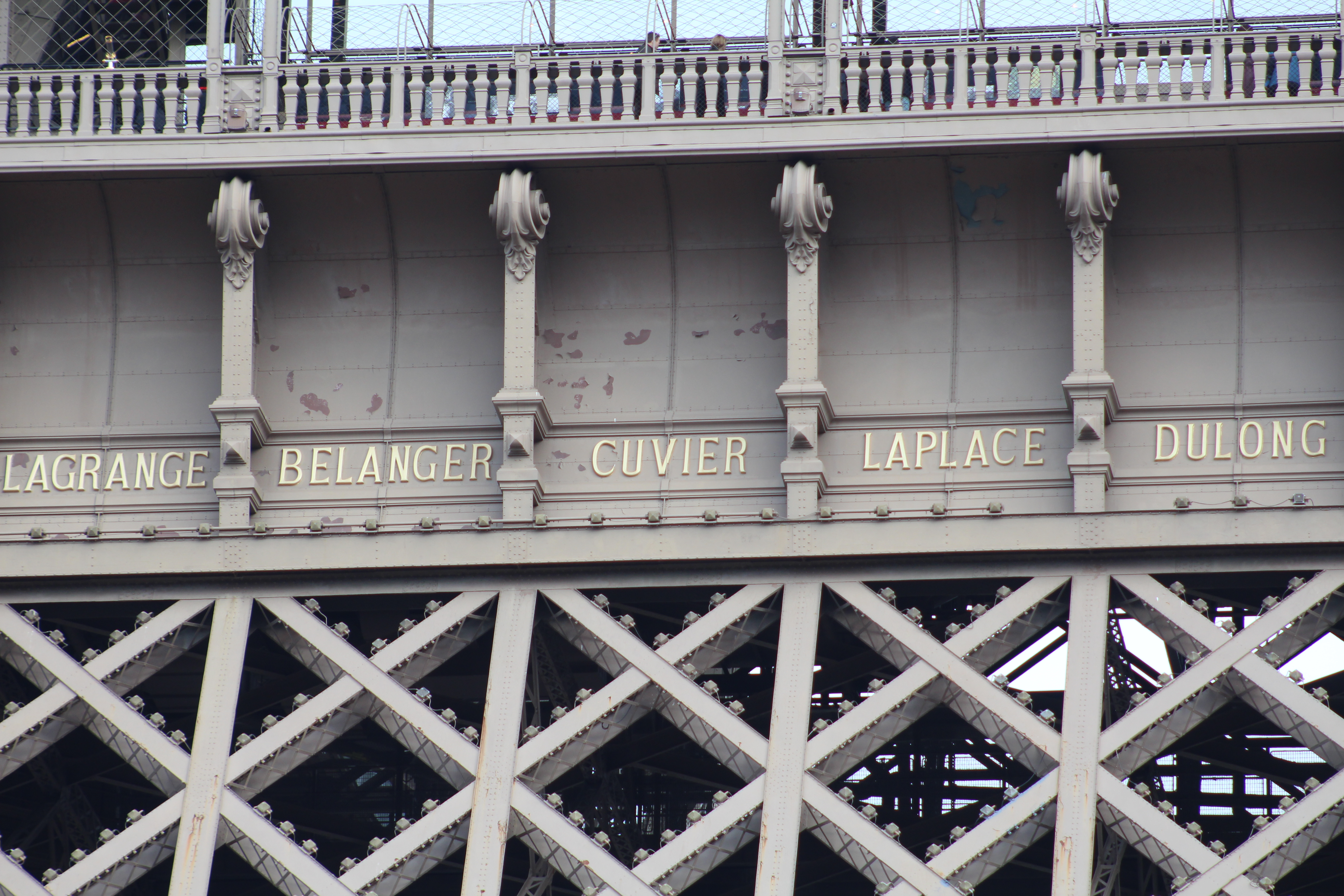
Nazwisko Cuviera na Wieży Eiffla w Paryżu – centralnie

Urodził się w burgundzkim miasteczku Montbéliard, uczęszczał do szkoły w Stuttgarcie. Był guwernerem hrabiego d’Herioya. Czas, który w związku z pracą spędził nad morzem, poświęcił na badanie zwierząt morskich, szczególnie na badania nad budową mięczaków. Badania te zapewniły mu wielki rozgłos. W 1794 przeniósł się (pod wpływem swego późniejszego wielkiego przeciwnika Geoffroy Saint-Hilaire’a) do Paryża, gdzie był profesorem Collège de France, a następnie Muzeum Historii Naturalnej w Paryżu. Uzyskał tytuł para Francji, pełnił też funkcje ministerialne.
Cuvier był najwybitniejszym przedstawicielem kierunku porównawczo-anatomicznego w zoologii swoich czasów. Badał nie tylko mięczaki, lecz także jamochłony, stawonogi i kręgowce, zarówno żyjące jak kopalne. Wysoko cenił wkład Arystotelesa w rozwój zoologii. Rozległą wiedzę o budowie zwierząt zebrał w dwóch dziełach pt. Le règne animal distribué d’après son organisation (Podział królestwa zwierząt według zorganizowania) i Leçons d’anatomie comparée (Wykłady z anatomii porównawczej). W 1795 wprowadził podział bezkręgowców na dodatkowe gromady. Do dotychczasowego podziału na robaki (Vermes) i owady (Insecta) dodał mięczaki (Mollusca), skorupiaki (Crustacea), szkarłupnie (Echinodermata) i zwierzokrzewy (Zoophyta). Epokowego znaczenia doczekała się mała broszurka wydana przez niego w 1812: Sur un rapprochement à établir entre les differentes classes des animaux (Próba ustalenia podziału zwierząt na klasy), w której położył podwaliny pod sławną teorię typów i przeprowadził zupełną reformę systematyki. Ten nowy podział Cuviera, będący punktem wyjścia dla wszystkich późniejszych klasyfikacji, różni się od układów poprzednich tym, że połączył gromady ssaków, ptaków, gadów i ryb w jedną kategorię wyższą: kręgowce. Sama nazwa „kręgowce” została jednak wprowadzona przez Lamarcka. Zwierzęta bezkręgowe ujął Cuvier w trzy jednostki: mięczaki, segmentowce i promieniste. Cuvier nazwał te jednostki, obszerniejsze od gromady, embranchements – gałęziami lub konarami, później zmieniono tę nazwę na „typy”.
Ważniejsze jednak różnice uwidoczniły się w głębszym uzasadnieniu systemu. Zerwał on z dawniejszym zwyczajem systematyki, polegającym na posługiwania się prawie wyłącznie zewnętrznymi cechami, a oparł się na całokształcie organizacji, również wewnętrznej, a także na podstawie rozmieszczenia i położenia najważniejszych narządów, szczególnie układu nerwowego. W ten więc sposób zastosowano po raz pierwszy anatomię porównawczą do utworzenia naturalnego systemu klasyfikacji zwierząt.
Teoria typów spowodowała lawinę nowych poglądów na uszeregowanie zwierząt. Podczas gdy wcześniej przyjmowano, że wszystkie zwierzęta od najniższych aż do człowieka tworzą jeden rosnący szereg, w obrębie którego miejsce zwierzęciu wyznacza jedynie poziom jego organizacji, Cuvier twierdził, że państwo zwierząt składa się z wielu jednostek równoległych, istniejących niezależnie obok siebie i obejmujących w sobie organizmy wyższe i niższe.
Stanowisko danego zwierzęcia wyznaczone jest zatem przez dwa czynniki:
- przynależność do pewnego typu – przejawiającą się w planie budowy ciała,
- stopień organizacji – tj. stanowisko, jakie zajmuje w obrębie typu.

Jego nazwisko pojawiło się na liście 72 nazwisk na wieży Eiffla.

## Stosunek do idei ewolucji
Cuvier wiązał okrucieństwa Rewolucji z ideami filozoficznymi, które doprowadziły do jej wybuchu. Krytycznie odnosił się do wszelkich teorii naukowych, które uznawał za niepotrzebne w nauce. Za potrzebne dla nauki uznawał jedynie „pozytywne” fakty. Chociaż pracę w Muzeum Historii Naturalnej rozpoczął w wyniku zaproszenia przez Étienne’a Geoffroy Saint-Hilaire’a oraz Lamarcka, wielokrotnie w swoich artykułach odnosił się krytycznie do idei ewolucji biologicznej głoszonych przez obu naukowców. Uważał, że idee ewolucyjne stworzone przez Lamarcka niszczą znaczenia gatunków. Istnieją przesłanki, by sądzić, że w rozmowach prywatnych uznawał Lamarcka za półwariata. Po śmierci Lamarcka, Cuvier jako stały sekretarz Akademii był zobowiązany do napisania mowy pochwalnej dla zmarłego profesora. Zaprezentowany tekst został przez kolegów uznany za pamflet. Zażądano też wprowadzenia zmian. Ostatecznie przygotowany tekst został opublikowany dopiero po śmierci Cuviera w 1833, po skróceniu i osłabieniu tonu. Obrona poglądu o niezmienności świata przyrody prawdopodobnie była motywowana u Cuviera materialnie. Naukowiec wywodził się z biednej rodziny i ciężką pracą zdobył sobie pozycję oraz uznanie. Poglądy wyrażane w działalności politycznej i administracyjnej pozwalały mu korzystać z towarzyskich stosunków i zaszczytów. Charles Lyell w jednym z listów do Darwina wyraził opinię, że Cuvier wcale nie jest przekonany do tezy o niezmienności organizmów, a jedynie uznaje taką tezę za korzystną dla rozwoju nauki.

## Rasizm

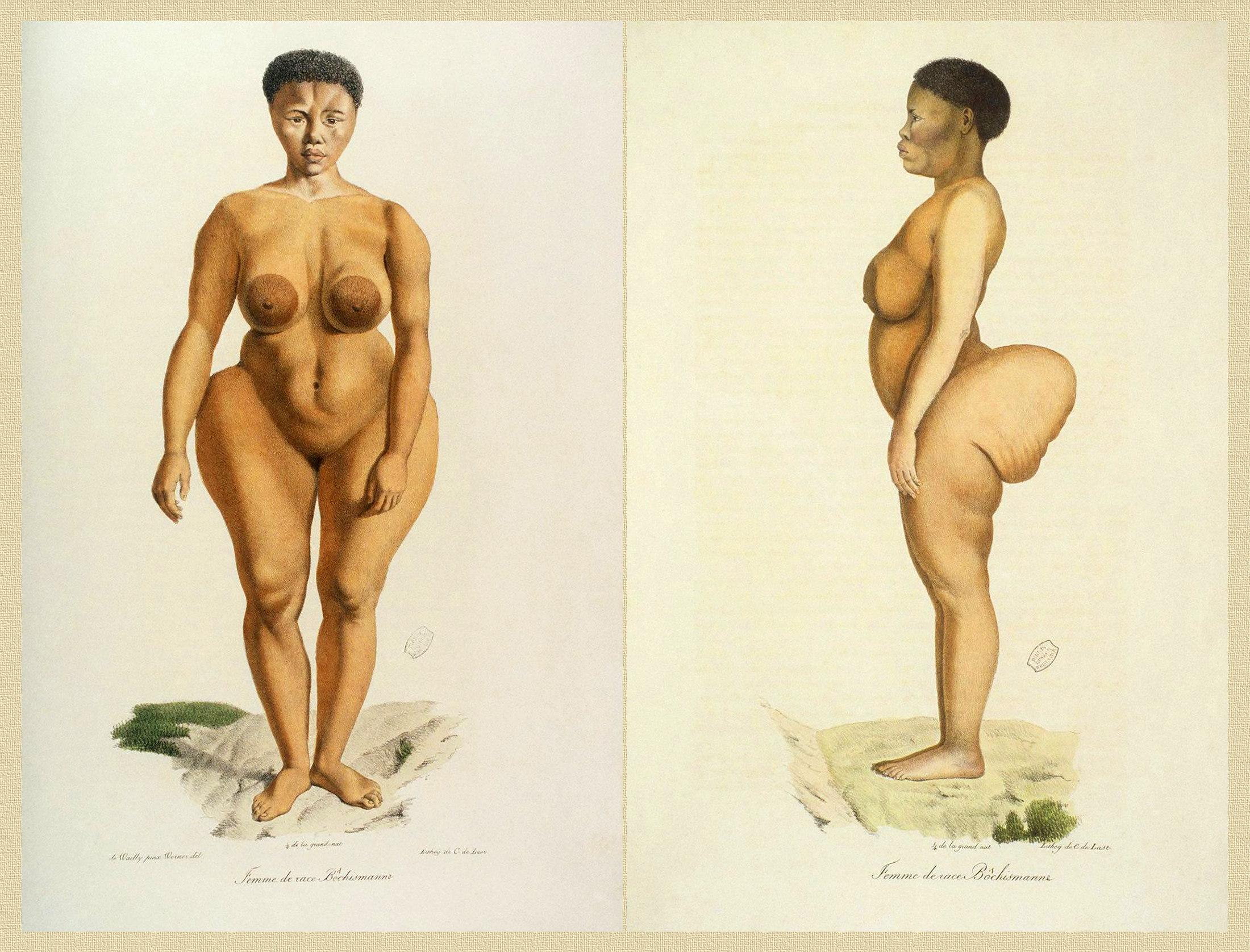
Sawtche, czyli Sarah Saartjie Baartman badana jako kobieta rasy buszmeńskiej, Historia naturalna ssaków, tom II, Cuvier, Werner, de Lasteyrie

Cuvier uważał, że różnice w budowie fizycznej mogą służyć do wyjaśnienia różnic w zachowaniach oraz różnic społecznych. W 1812 przedstawił koncepcję podziału ludzkości na trzy typy rasowe wydzielane na podstawie koloru skóry. Podział taki został przyjęty przez kolejnych naukowców w XIX wieku.
Cuvier reprezentował dominującą we Francji, zgodną z rasowymi uprzedzeniami epoki myśl naukową, na którą wywarł olbrzymi wpływ.
W takim kontekście historycznym, przeprowadzał badania na temat Murzynów z Afryki, których uważał za „najbardziej zdegradowaną z ludzkich ras, której kształty najbardziej przypominają zwierzę i której inteligencja nie wznosi się do poziomu logicznego myślenia”.
W imię postępu nauki, zaraz po śmierci Saartjie Baartman, przedsięwziął preparowanie jej zwłok. Wykonał moulage całego ciała. Wyjął szkielet, jak również mózg i narządy płciowe, które umieszczone w słojach z formaliną zostały wystawione na pokaz w Musée de l’Homme. W 1817 przedstawił wyniki swojej pracy w Académie nationale de médecine: jego Uwagi o ciele kobiety znanej w Paryżu i Londynie jako hotentocka Wenus są przykładem rasistowskich teorii ówczesnych naukowców.
Napomyka, na przykład, o klasyfikacji ras ludzkich według „szkieletu głowy” i o „okrutnym prawie, które wydaje się skazywać na wieczną niższość rasy o czaszce wklęsłej i zniekształconej”. Opis Saartjie Baartman koncentruje się raczej na szukaniu cech małpopodobnych niż przynależności do czarnej rasy: „Nasza Buszmenka ma pysk jeszcze bardziej wystający niż Murzyn, twarz jeszcze szerszą niż Kałmuk, kości nosowe bardziej spłaszczone niż jeden czy drugi. Biorąc pod uwagę ten ostatni wzgląd, nigdy nie widziałem głowy ludzkiej bardziej podobnej do małpiej”.